# Lovad vare Herren, lovad vare Herren
Lovad vare Herren, lovad vare Herren är en psalm med text och musik skriven 1975 av Göte Strandsjö.

## Publicerad i
- Segertoner 1988 som nr 692 under rubriken "Bibelvisor och körer".[1]